# Wahiduddin Khan
Wahiduddin Khan, conocido con el título honorífico de Maulana (Azamgarh, Uttar Pradesh, 1 de enero de 1925-Nueva Delhi, 21 de abril de 2021), fue un ulema y activista por la paz indio, conocido por haber escrito un comentario sobre el Corán y haberlo traducido luego al inglés contemporáneo.

## Primeros años y educación
Khan nació en 1925, en el pueblo de Badharia, ubicado en el distrito de Azamgarh, Uttar Pradesh, India. Su padre falleció en 1929, por lo que fue criado por su madre y su tío. Su familia estuvo fuertemente involucrada en el movimiento nacionalista indio propiciado por el Congreso Nacional Indio, el cual proclamaba la independencia de la India del dominio británico. A diferencia de sus hermanos y primos que se educaron en escuelas modernas de estilo occidental, Khan recibió una educación islámica, quien en 1938, fue matriculado en Madrasatul Islah, una institución islámica local conocida por su enfoque hacia el reformismo y revivalismo islámico. Permaneció en esa institución hasta 1944, donde estudió el Corán y su concepción de la naturaleza.
Tras egresar de la institución, Khan se percató de que no tenía preparación para dialogar con colegas y personas que tenían posturas seculares u occidentales, incluso con los miembros de su propia familia, por lo que Khan se comprometió a estudiar árabe para estudiar las fuentes islámicas en su idioma original, y también estudió inglés para estudiar las ciencias y filosofías modernas, el cual incluyó las obras de filósofos como Bertrand Russell y Karl Marx. Esta educación autónoma renovó su fe en el islam, y lo preparó para abordar mejor diversas posturas políticas y filosóficas.

## Actividad política y erudición
Tras la partición de la India en 1947, Khan se negó a emigrar hacia el recién creado estado de Pakistán como lo habían hecho millones de musulmanes. En vez de eso, optó por permanecer en la comunidad musulmana de la India, integrándose en diversos grupos activistas y políticos que congregaban principalmente a la rama sunita; en 1949, se unió al movimiento Jamaat-e-Islami (JI), dirigido por el periodista y filósofo Abul Ala Maududi. Dado que era un ulema, Khan ascendió rápidamente en varios puestos importantes, llegando a ser uno de los encargados de la casa editorial de la organización local en Rampura. El JI original predicaba una postura panislamista y teocrática, que incluso llevó a algunos miembros a realizar manifestaciones violentas, su sede en la Rampura se enfocaba en servicios sociales, y en difundir el islam en su país.
Al igual que Javed Ahmad Ghamidi, Israr Ahmed y Naeem Siddiqui, Khan mantuvo un vínculo cercano con Amin Ahsan Islahi y Abul Ala Maududi (1903–1979) antes de inaugurar un Centro Islámico en Delhi en 1970.
En 1949, se unió al movimiento Jamaat-e-Islami, pero lo abandonó en 1964, argumentando que Maududi había politizado demasiado el islam. Expuso sus ideas en un libro titulado Tabeer kee Ghalati (El error en la interpretación)

## Publicaciones
En 1976, se fundó la revista de idioma urdu, Ar-risala (El Mensaje), cuyos artículos y escritos estaban bajo la autoría casi exclusiva de Khan. Una edición inglesa de la revista comenzó en febrero de 1984, y una versión hindi en diciembre de 1990. Entre sus artículos se encuentran 'Hijacking (Delito)', 'Los derechos de la mujer en el Islam', El concepto de caridad en el Islam' y El concepto de yihad'.

## Premios y condecoraciones
Fue condecorado con el Premio Internacional de la Paz Demiurgo, bajo el patrocinio del expresidente de la Unión Soviética, Mijaíl Gorbachov; en enero de 2000, recibió el premio Padma Bushhan, el cual es la tercera condecoración civil más importante de la India; posteriormente recibió el Premio Nacional Ciudadana, presentado por la Madre Teresa, y en 2010, fue galardonado con el Premio por la Armonía Nacional Rajiv Gandhi. En 2015, fue condecorado con el Premio de la Paz Imán Al Hassan Ibn Ali, en Abu Dhabi.

## Muerte
Khan falleció la noche del 21 de abril de 2021 en el Apollo Hospital de Delhi tras haber dado positivo por COVID-19 la semana anterior.

## Principales obras
Khan es autor de numerosos libros sobre Islam y modernidad, incluyendo:
- El profeta de la paz
- El Corán: Una nueva traducción
- Tesoro del Corán
- Tazkirul Corán
- Musulmanes indios: La necesidad de un punto de vista positivo
- Introduciendo al Islam: Una simple introducción al Islam
- Redescubriendo el Islam: Descubriendo el Islam desde sus fuentes originales
- Islam y Paz
- Islam: Creador de la Edad Moderna
- Palabras del profeta Muhammad
- El problema de la blasfemia